# Aufstieg und Niedergang der römischen Welt
Aufstieg und Niedergang der römischen Welt (abgekürzt ANRW) ist eine umfangreiche wissenschaftliche Buchreihe, die sich mit dem Römischen Reich beschäftigt.

## Geschichte des Werkes
Begründet wurde die Reihe 1972 ursprünglich als Festschrift zum 75. Geburtstag des Althistorikers Joseph Vogt. Jedoch wuchs das Werk im Laufe der Zeit zu einem Sammelwerk enzyklopädischen Ausmaßes. Herausgegeben wurde die Reihe anfangs von Hildegard Temporini allein (Teil I & II), später von ihr zusammen mit Wolfgang Haase (Teil II), der seit dem Tod Temporinis alleinverantwortlich die Reihe herausgibt. Sie erscheint im Berliner Verlag Walter de Gruyter, wird aber seit einiger Zeit – der letzte Band erschien 1998 – nicht fortgeführt, da der Verlag sie in der bisherigen Form zurzeit nicht fortsetzen möchte. Laut Verlagsangaben von 2018 sind aber die Bände 26,4 und 37,4 in Vorbereitung.
Die Arbeit am Handbuch begann 1968 und wurde bis 1999 fortgeführt. In diesem Zeitraum wurden 89 Bände veröffentlicht.

## Inhalt
Die ANRW ist ein internationales Gemeinschaftswerk der Altertums- und historischen Wissenschaften. Die Aufgabe besteht darin, alle wichtigen Aspekte der antiken römischen Welt sowie ihres Fortwirkens und Nachlebens in Mittelalter und Neuzeit nach dem gegenwärtigen Stand der Forschung in Einzelbeiträgen zu behandeln. Die Geschichte der Rezeption und Wirkung der römischen Antike bis heute ist ein wichtiger Teil des Werkes. Jedoch werden nahezu alle Bereiche der römischen Antike und vieler Nachbarwissenschaften bearbeitet: Politische Geschichte, Kulturgeschichte, Recht, Religionen, Sprache und Literatur, Philosophie, Wissenschaften, Technik und Kunst.

## Aufbau
Die Buchreihe ist als mehrteiliges Werk konzipiert. Die Reihe I (1972/73) beschäftigt sich in vier Bänden mit der Römischen Republik, Reihe II (erscheint seit 1974) mit der Römischen Kaiserzeit, Reihe III mit der Spätantike (in Planung) und Reihe IV soll schließlich mit Registerbänden das Werk beschließen. Jeder Teil besteht aus mehreren Bänden, diese wiederum oft aus mehreren Teilbänden.
Jede Reihe besteht aus sechs Teilgebieten:
1. Politische Geschichte
2. Recht
3. Religion
4. Sprache und Literatur
5. Philosophie und Wissenschaften
6. Künste

Die einzelnen (Teil-)Bände haben Handbuchcharakter. Die Artikel werden von mittlerweile über 1000 Fachwissenschaftlern (vor allem aus den Bereichen Alte, Mittelalterliche und Neuere Geschichte; Byzantinistik, Slavistik; Klassische, Mittellateinische, Romanische und Orientalische Philologie; Klassische, Orientalische und Christliche Archäologie und Kunstgeschichte; Rechtswissenschaft; Religionswissenschaft und Theologie, besonders Kirchengeschichte und Patristik) beigetragen. Sprachen sind Deutsch, Englisch, Französisch und Italienisch.

## Einzelbände
- Teil I: Von den Anfängen Roms bis zum Ausgang der Republik, Herausgeber Hildegard Temporini:	
  - Band 1: Politische Geschichte, 1972
  - Band 2: Recht/Religion/Sprache und Literatur (bis zum Ende des 2. Jahrhunderts v. Chr.), 1972
  - Band 3: Sprache und Literatur (1. Jahrhundert v. Chr.), 1973
  - Band 4: Philosophie und Wissenschaften; Künste, 1973

- Teil II: Prinzipat. Herausgeber Hildegard Temporini, ab Band 16 Wolfgang Haase: 
  - Band 1: Politische Geschichte (Allgemeines), 1974
  - Band 2: Politische Geschichte (Kaisergeschichte), 1975
  - Band 3: Politische Geschichte (Provinzen und Randvölker: Allgemeines; Britannien, Hispanien, Gallien), 1975
  - Band 4: Politische Geschichte (Provinzen und Randvölker: Gallien [Forts.], Germanien), 1975
  - Band 5, in 2 Teilbänden: Politische Geschichte (Provinzen und Randvölker: Germanien [Forts.], Alpenprokuraturen, Raetien), 1976
  - Band 6: Politische Geschichte (Provinzen und Randvölker: Lateinischer Donau-Balkanraum), 1977
  - Band 7, in 2 Teilbänden: Politische Geschichte (Provinzen und Randvölker: Griechischer Balkanraum; Kleinasien), 1980
  - Band 8: Politische Geschichte (Provinzen und Randvölker: Syrien, Palästina, Arabien), 1978
  - Band 9 in 2 Teilbänden: Politische Geschichte (Provinzen und Randvölker), Band 1 (Mesopotamien, Armenien, Iran, Südarabien, Rom und der Ferne Osten), 1976, Band 2 (Rom und der Ferne Osten), 1978
  - Band 10 in 2 Teilbänden: Politische Geschichte (Provinzen und Randvölker: Afrika und Ägypten), Band 1 1988, Band 2 1982
  - Band 11 in 3 Teilbänden: Politische Geschichte (Randvölker: Sizilien und Sardinien; Italien und Rom; Allgemeines), 1988, Band 2, 3 (Addenda) in Vorbereitung
  - Band 12 in 6 Teilbänden: Künste, Band 1 1982, Band 2 1981, Band 3 1985, Band 4 bis 6 (Addenda) in Vorbereitung
  - Band 13: Recht (Normen, Verbreitung, Materien), 1980
  - Band 14: Recht (Materien, Forts.), 1982
  - Band 15: Recht (Methoden, Schulen, Einzelne Juristen), 1976
  - Band 16 in 3 Teilbänden: Religion (Heidentum: Römische Religion, Allgemeines), Band 1 und 2 1978, Band 3 1986
  - Band 17 in 4 Teilbänden: Religion (Heidentum: Römische Götterkulte, Orientalische Kult in der römischen Welt), Band 1 und 2 1981, Band 3 und 4 1984
  - Band 18 in 6 Teilbänden: Religion (Heidentum: Die religiösen Verhältnisse in den Provinzen), Band 1 1986, Band 2 1989, Band 3 und 4 1990, Band 5 1995, Band 6 (Afrika, Addenda) in Vorbereitung
  - Band 19 in 2 Teilbänden: Religion (Judentum: Allgemeines, Palästinisches Judentum), 1979
  - Band 20 in 2 Teilbänden: Religion (Hellenistisches Judentum in römischer Zeit, ausgenommen Philon und Josephus), 1987
  - Band 21 in 2 Teilbänden: Religion (Hellenistisches Judentum in römischer Zeit: Philon und Josephus), 1984
  - Band 22 in Vorbereitung (Gnostizismus und verwandte Phänomene, 3 Teilbände)
  - Band 23 in 2 Teilbänden: Religion (Vorkonstantinisches Christentum: Verhältnis zu römischem Staat und heidnischer Religion), 1979, 1980
  - Band 24 in Vorbereitung (Geographische Expansion, Sozialgeschichte und innere Organisation des frühen Christentums in der vorkonstantinischen Periode, 3 Teilbände)
  - Band 25 in 6 Teilbänden: Religion (Vorkonstantinisches Christentum: Leben und Umwelt Jesu; Neues Testament [Kanonische Schriften und Apokryphen]), Band 1 1982, Band 2 1984, Band 3 1985, Band 4 1987, Band 5 und 6 1988
  - Band 26 in 6 Teilbänden: Religion (Vorkonstantinisches Christentum: Neues Testament [Sachthemen]), Band 1 1992, Band 2 1995, Band 3 1996, Band 4 bis 6 in Vorbereitung
  - Band 27 in 4 Teilbänden: Religion (Vorkonstantisches Christentum: Apostolische Väter und Apologeten), Band 1 1992, Band 2 bis 4 (mit Addenda zu Band 1) in Vorbereitung
  - Band 28 in Vorbereitung (Allgemeine Themen, das heißt nicht auf individuelle Autoren und Werke beschränkt, Sprache, Literatur, Denken (Doktrin), Liturgie und Kunst der frühen Christenheit in der vorkonstantischen Periode, in 4 Teilbänden)
  - Band 29 in 3 Teilbänden: Sprache und Literatur (Sprachen und Schriften), Band 1 und 2 1983, Band 3 in Vorbereitung
  - Band 30  in 3 Teilbänden: Sprache und Literatur (Literatur der augusteischen Zeit: Allgemeines, einzelne Autoren), Band 1 und 2 1982, Band 3 1983
  - Band 31 in 4 Teilbänden: Sprache und Literatur (Literatur der augusteischen Zeit: Einzelne Autoren, Forts. [Vergil, Horaz, Ovid]), Band 1 1980, Band 2  bis 4 1981
  - Band 32 in 5 Teilbänden: Sprache und Literatur (Literatur der julisch-claudischen und der flavischen Zeit), Band 1 1984, Band 2 und 3 1985, Band 4 und 5 1986
  - Band 33 in 6 Teilbänden: Sprache und Literatur (Allgemeines zur Literatur des 2. Jahrhunderts und einzelne Autoren der trajanischen und frühhadrianischen Zeit), Band 1 1989, Band 2 1990, Band 3 bis 5 1991, Band 6 1992
  - Band 34 in 4 Teilbänden: Sprache und Literatur (einzelne Autoren seit der hadrianischen Zeit und Allgemeines zur Literatur des 2. und 3. Jahrhunderts), Band 1 und 2 1993, Band 3 1997, Band 4 1998
  - Band 35 in Vorbereitung (Allgemeine Themen, das heißt nicht auf individuelle Autoren und Werke beschränkt, über Formen, Genres, Motive und Themen und über die Bedingungen des Erschaffens und der Rezeption griechischer und lateinischer Literatur, in 4 Teilbänden)
  - Band 36 in 7 Teilbänden: Band 1 Philosophie (Historische Einleitung, Platonismus), 1987, Band 2 (Platonismus Forts., Aristotelismus), 1987, Band 3 (Stoizismus) 1989, Band 4 (Epikureismus, Skeptizismus, Kynismus, Orphica, Doxographica) 1990, Band 5 (Einzelne Autoren; Doxographica) 1992, Band 6 (Doxographica Forts.) 1992, Band 6 (Systematische Themen; Indirekte Überlieferungen; Allgemeines; Nachträge), 1994
  - Band 37 in 6 Teilbänden: Wissenschaften, Band 1 (Medizin und Biologie) 1993, Band 2 (Medizin und Biologie Forts.) 1994, Band 3 (Medizin und Biologie Forts.) 1996, Band 4 (Medizin und Biologie Forts.) in Vorbereitung, Band 5 (Geographie, Mathematik, Naturwissenschaften) in Vorbereitung, Band 6 (Naturwissenschaften Forts., Technik) in Vorbereitung